# 謝發達
謝發達（1950年5月17日—），曾任中華民國駐新加坡代表、行政院經濟建設委員會副主任委員、中華民國經濟部常務次長，提出推展金磚四國的對外貿易計畫。

## 專訪文章
- 王孟倫. . 自由時報. 2005年3月13日  [2007年7月29日]. （原始内容存档于2007年9月29日）.
- . 工商時報. 2003年9月12日.